# آیاکوس
ایاکوس (به یونانی: Αἰακός) در اساطیر یونانی، فرزند پادشاه خدایان زئوس و ایجاینا (اسطوره‌شناسی)، پادشاه افسانه‌ای جزیرهٔ آیگینا واقع در خلیج سارونیک، که از روی نام مادرش پس از مرگ وی نامگذاری شده بود. هنگامی که جمعیت کشورش به واسطه طاعون در حال کاهش بود، به درگاه پدرش دعا کرد تا به او افرادی جدید عطا کند. زئوس سپس با تغییر شکل مورچه‌ها، جمعیت جدیدی را برای او فراهم کرد. این افراد میرمیدون‌ها (مردم مورچه‌ای) نام گرفتند، که بعدها به رهبری آشیل، در سفری که یونانیان علیه تروا به پا کرده بودند، نقش داشتند. ایاکوس پدر پهلوانانی از جمله تلامون (پدر آیاس) و پلئوس، و همچنین پدربزرگ آشیل بود.
ایاکوس بسیار مورد علاقه ایزدان بود و به داشتن تقوا شهرت داشت که پس از مرگش به یکی از دادوران ارواح مردگان در جهان زیرزمینی هادس همراه با مینوس و رادامانتوس تبدیل شد.